# 観音寺 (土浦市)
観音寺（かんのんじ）は、茨城県土浦市にある真言宗豊山派の寺院。

## 歴史
1470年（文明2年）、慶頓によって開山された。慶頓は、現在の石岡市の雲照寺の2世住職であった。
寺宝で茨城県の文化財に指定されている「木造薬師如来立像」は一木造で、鎌倉時代末期から南北朝時代の作といわれている。
1956年（昭和31年）に尚恵学園を開設し、障害者福祉事業に力を入れている。現在は当寺・尚恵学園・神宮寺とともに「SJKネットサービス」を形成している。

## 文化財
- 木造薬師如来立像（茨城県指定文化財 昭和49年3月31日指定）[4]
ヒノキ材による一本造（いちぼくづくり）で、彩色はなく、頭髪は螺髪を縄状に刻んで渦を巻くようにつくった清涼寺式である。制作年代は不明であるが、鎌倉時代末期か南北朝時代と考えられている。両袖先部、両手両足・光背・台座は後補である。[5]
- 五鈷鈴（茨城県指定文化財 昭和49年3月31日指定）[6]
青銅製で把（は）の鬼目が特に大きく、その上下の蓮弁は鎬（しのぎ）である。平安時代末期（12世紀）の作と考えられている。[5]
- 石造五重塔（土浦市指定文化財 昭和48年2月1日指定）[7]
室町時代（15 - 16世紀）の制作と考えられている。初重の軸部には、四方仏の種子（梵字）が刻まれている。[5]

観音寺のギャラリー
- 山門
- 本堂
- 鐘撞き堂
- 観音寺の入口

## 交通アクセス
- 神立駅より徒歩23分。